# Ajša Kaddáfíová
Ajša Kaddáfíová, v nepřechýlené formě Kaddáfí, arabsky عائشة القذافي (* 25. prosince 1976 Tripolis) je libyjská právnička a dcera Muammara Kadáffího.

## Studium a profese
Vystudovala práva a stala se advokátkou. Pracovala v týmu obhájců iráckého diktátora Saddáma Husajna. V roce 2008 hájila i iráckého novináře Muntadara Zajdího, jenž s výkřikem „Pse!“ mrštil botou po tehdejším americkém prezidentovi Georgovi Bushovi. V posledních letech se věnuje především charitě – předsedá Wa’tassimu, největší charitativní organizaci v Libyi, a stala se i emisarkou pro týrané a zneužívané Libyjky. Ajša od roku 2009 působila při OSN jako velvyslankyně dobré vůle. V únoru 2011 byla z této funkce odvolána, protože neodsoudila krvavé zásahy libyjského režimu proti demonstrujícím povstalcům.

## Osobní život
V roce 2006 se provdala za bratrance svého otce. Je matkou tří dětí. Pro její atraktivní vzhled a oblibu módního oblečení od světových návrhářů se jí přezdívá „Claudia Schiffer severní Afriky“.